# Elva Hsiao Self-Titled Album
Albums de Elva Hsiao
Red Rose
(2000)
Elva Hsiao Self-Titled Album est le 1eralbum de Elva Hsiao, sorti sous le label Virgin Records le 17 novembre 1999 à Taïwan.

## Liste des titres
| 1.  | Mei You Ren (沒有人; Nobody)                                            | 4:36 |
| 2.  | Cappuccino                                                              | 3:42 |
| 3.  | Tu Ran Xiang Qi Ni (突然想起你; Suddenly Thinking of You)               | 3:55 |
| 4.  | Born To Choose                                                          | 3:41 |
| 5.  | Ai Shi Ge Huai Dong Xi (愛是個壞東西; Love is a Bad Thing)              | 5:16 |
| 6.  | Zui Shu Xi De Mo Sheng Ren (最熟悉的陌生人; The Most Familiar Stranger) | 4:24 |
| 7.  | Shuai La Shuai La (甩啦甩啦; Dump It Dump It)                           | 3:52 |
| 8.  | Ni Lai Ni Zou (你來你走; You Come, You Go)                              | 4:27 |
| 9.  | Duo Ai Zi Ji Yi Xia (多愛自己一下; Love Myself More)                    | 4:15 |
| 10. | What's Next                                                             | 3:40 |